# 新耶稣广场

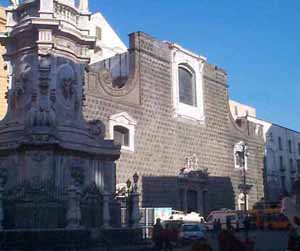
新耶稣广场

新耶稣广场（Piazza del Gesù Nuovo）是意大利南部城市那不勒斯的一个城市广场。位于城市中心部位，距离托莱多路和但丁广场颇近。广场上有3座地标建筑：新耶稣教堂（Chiesa di Gesù Nuovo）、圣嘉勒圣殿（Basilica di Santa Chiara）和无玷圣母方尖碑（Obelisco dell'Immacolata）。广场恰好位于古城区的西部边界外侧。广场的形成是16世纪西班牙总督统治时期城市向西扩展的结果。